# Misijní kříž

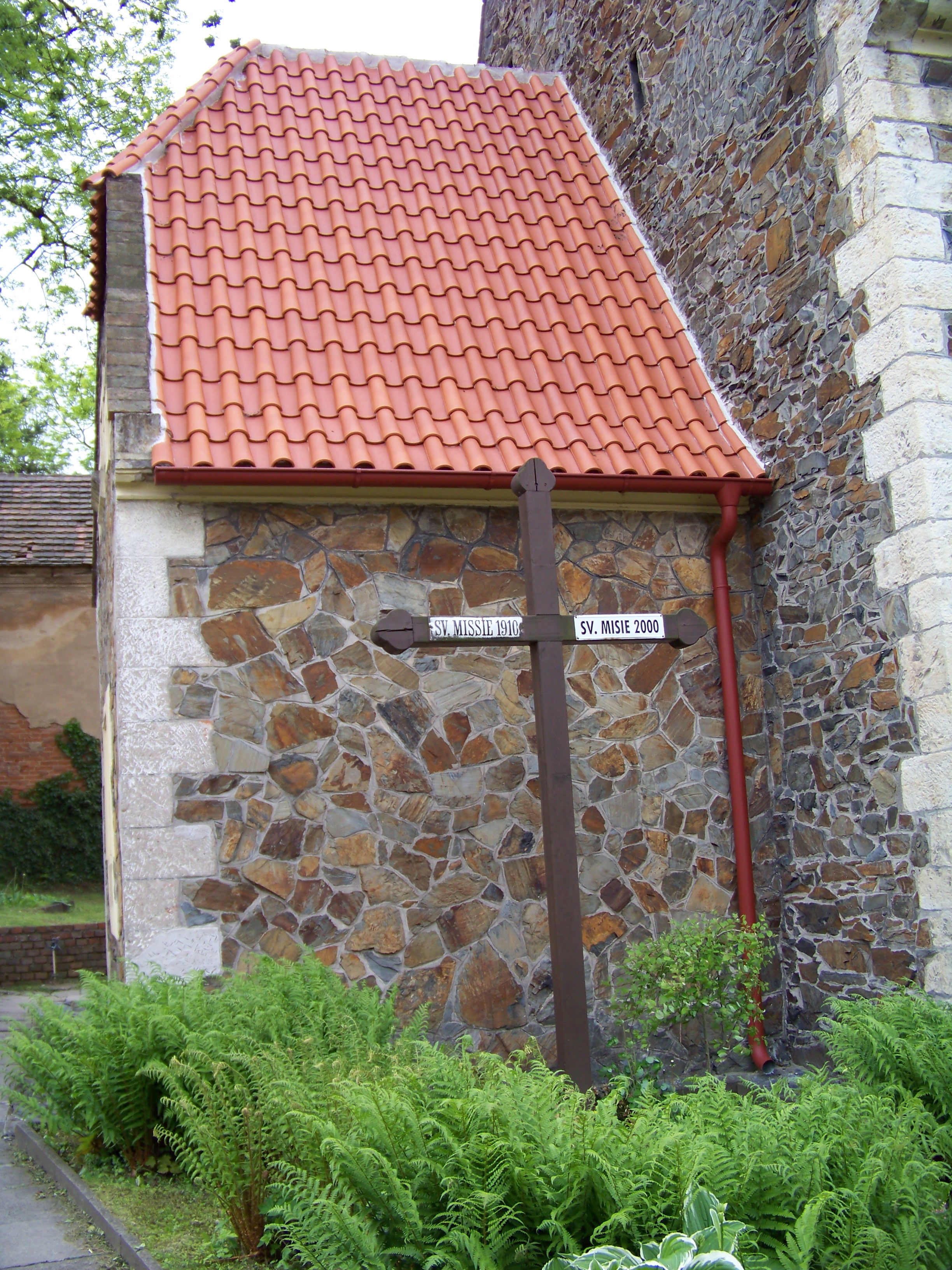
Misijní kříž připomínající misie v letech 1910 a 2000 u kostela svatého Jakuba v Petrovicích, dnes součásti Prahy.

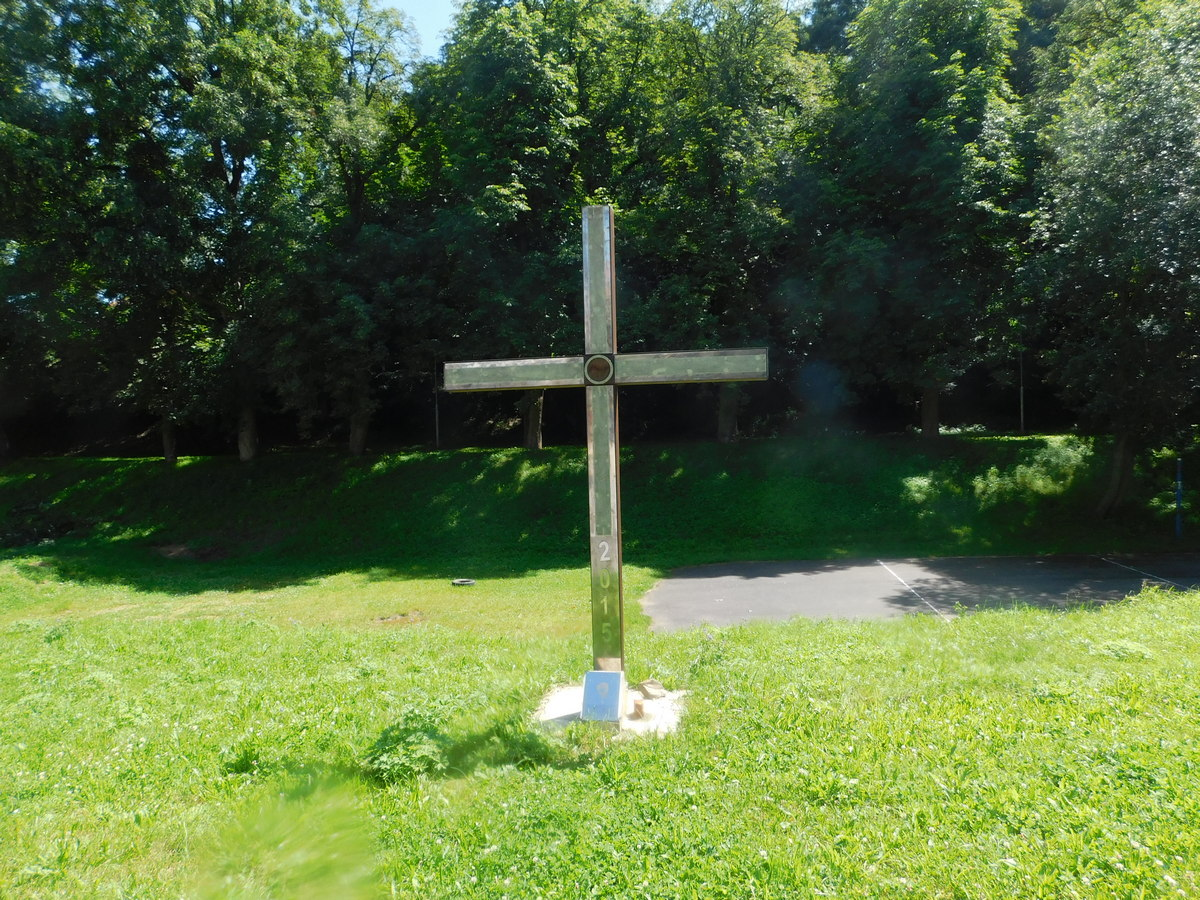
Misijní kříž v Třebíči z roku 2015

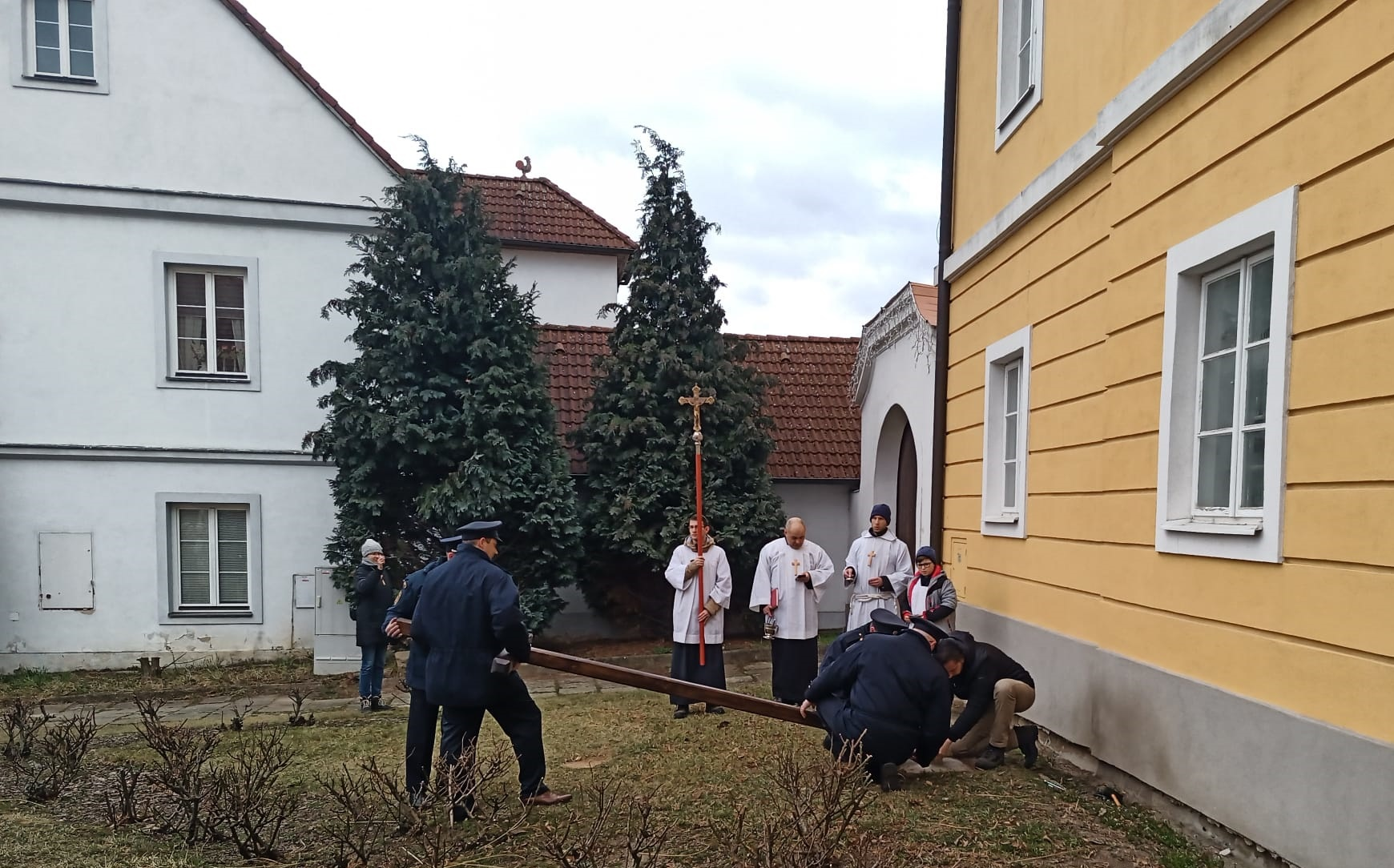
Vztyčení misijního kříže v Rouchovanech (11. března 2023)

Misijní kříž je kříž, který se v závěru lidových misií žehná a staví se v dané obci či městě na předem vybrané místo, zpravidla u kostela, aby připomínal konání misií..